# Троян Олександр Іванович
Олександр Іванович Троян (5 липня 1930, село Березова Лука, тепер Гадяцького району Полтавської області — 28 листопада 1987, Київ) — український радянський діяч, начальник Центрального статистичного управління при Раді Міністрів УРСР, Голова Державного комітету УРСР по статистиці. Кандидат економічних наук (1970). Депутат Верховної Ради УРСР 10—11-го скликань (у 1980—1987 роках). 

## Біографія
Народився в селянській родині. Освіта вища: у 1953 році закінчив Київський фінансово-економічний інститут, за фахом економіст.
Після закінчення інституту з 1953 року працював у Міністерстві фінансів Української РСР — економістом, старшим економістом управління фінансування культури, охорони здоров'я і соціального забезпечення, директором курсів підвищення кваліфікації фінансових працівників, начальником відділу навчальних закладів і обліку кадрів, начальником відділу економіки, кредиту і грошового обігу. 
Член КПРС з 1957 року.
Потім перейшов на роботу до Української Ради Народного Господарства, де працював з 1964 по 1966 рік на посадах начальника планово-фінансового відділу та заступника начальника управління. З 1966 по 1967 рік очолював відділ методології планування і обліку в Українському філіалі НДІ планування і нормативів при Держплані СРСР.

## Професійна діяльність
У 1967 році перейшов на роботу до ЦСУ УРСР і очолив спочатку відділ статистики праці та зарплати, потім відділ статистики промисловості. З серпня 1971 працював директором Українського філіалу Всесоюзного державного проектно-технологічного інституту по механізації обліку і обчислювальних робіт ЦСУ СРСР. У 1975—1976 роках — радник Держплану Республіки Куба. 
13 липня 1977 року був призначений на посаду начальника Центрального статистичного управління при Раді Міністрів УРСР, яке в липні 1978 року було реорганізоване в ЦСУ УРСР. Очолював українську статистичну систему (із серпня 1987 року вже як Голова Держкомітету УРСР по статистиці) до 28 листопада 1987 року.

### Міжнародна та політична діяльність
Неодноразово був представником Української РСР у статистичній комісії ООН та Конференції Європейських статистиків ЄЕК ООН.

## Нагороди
- орден Трудового Червоного Прапора (1979)
- медаль «За доблесну працю. В ознаменування 100-річчя з дня народження Володимира Ілліча Леніна» (1970)
- дві медалі (1982, 1983)
- Почесна грамота Президії Верховної Ради Української РСР (1980)